# Brillante porvenir
Brillante porvenir è un film del 1965 diretto da Vicente Aranda e Román Gubern.

## Trama
Antonio è un giovane provinciale che lavora in una piccola città. Un giorno viene trasferito a Barcellona e da qui in poi incomincia a vivere nell'alta società, dove Antonio si sente fuori luogo.